# Walter Gerosa
Walter Gerosa (* 17. Juni 1914 in St. Gallen; † 18. April 1981 in Heerbrugg, heimatberechtigt in Schaffhausen) war ein Schweizer Politiker (LdU).
Gerosa war von 1960 bis 1972 St. Galler Grossrat und von 1963 bis 1971 Nationalrat.